# Anders Montan

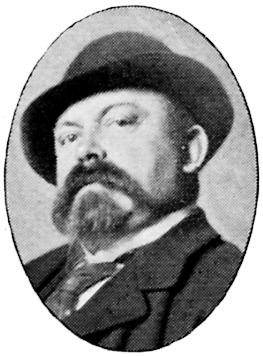
Anders Montan, Foto aus einem zeitgenössischen Lexikon, um 1900

Anders Olsson Montan (* 13. Februar 1845 in Bröddarp bei Söderslätt, Schonen, Südschweden; † 14. Mai 1917 in Düsseldorf) war ein schwedischer Genre- und Interieurmaler sowie Lithograf der Düsseldorfer Schule.

## Leben
Montan, eines von sechs Kindern von Ola Andersson und Karin Pålsdotter, studierte an der Kunstakademie Kopenhagen, dann an der Kunstakademie Stockholm. 1878 ging er nach Düsseldorf, wo er 1884 Mitglied des Künstlervereins Malkasten wurde und bis zu seinem Tod ledig blieb. Auf der Suche nach seinen bevorzugten Motiven – ausdrucksstarke, eher dunkle Innenräume von alten Bauernhäusern, Schmieden, Scheunen, Burg- und Weinkellern sowie die in ihnen lebenden und arbeitenden Menschen – bereiste Montan verschiedene deutsche Landschaften, etwa das Lipper Land, wo er 32 Jahre lang jeden Sommer zubrachte, und die Mosel. Abgesehen hatte er es auch auf die industriellen Interieurs von Glashütten, Stahl- und Bergwerken. Gerne spielte er dabei mit den Lichtwirkungen von Lampen, Feuer und Kerzenschein. Montan erhielt einen Auftrag von der Krupp-Gussstahlfabrik, in deren Anlagen zu malen. Als Industriemaler schuf er sechs große Gemälde, wohl für die World’s Columbian Exposition 1893 in Chicago. Mit Henrik Nordenberg, einem anderen schwedischen Genre- und Interieurmaler aus Düsseldorf, nahm er an großen Berliner Ausstellungen teil, im Jahr 1891 an der Internationalen Kunstausstellung des Vereins Berliner Künstler, im Jahr 1900 an der Großen Berliner Kunstausstellung.

## Werke (Auswahl)

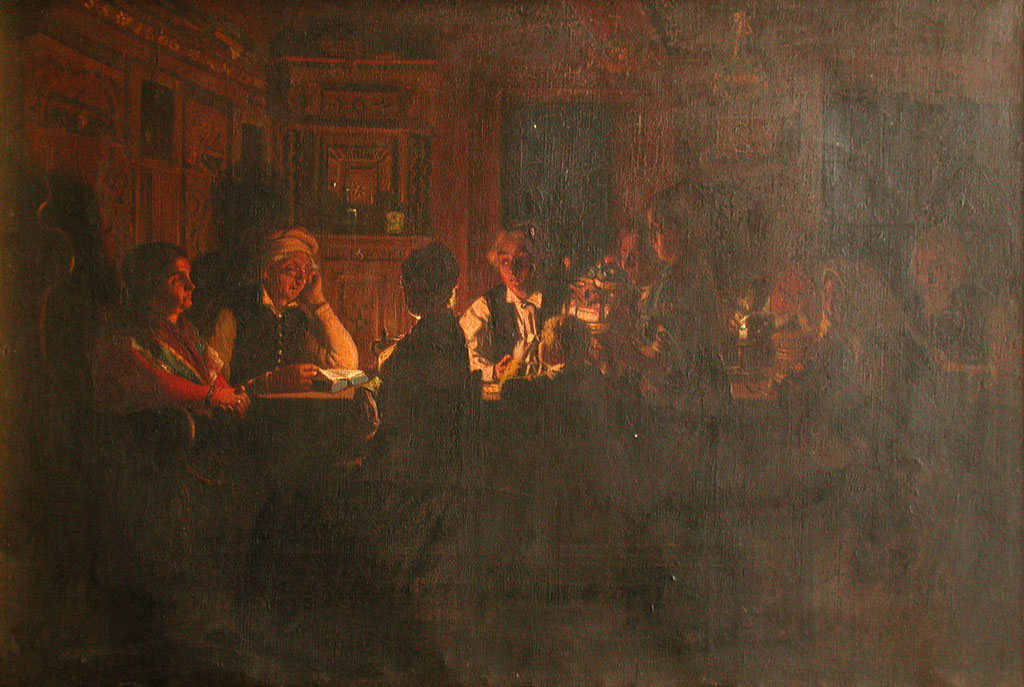
Husförhör (Häusliche Vorlesung), 1879

Alte Frau mit Kaffeetasse (Kaffeestunde), 1882

- Husförhör (Häusliche Vorlesung), 1879
- Alte Frau mit Kaffeetasse (Kaffeestunde), 1882
- Kupferschmied bei der Arbeit, 1882
- In der Schmiede, 1886
- Glasbläser in der Glashütte, 1887
- Im Weinkeller, 1890
- Panzerplatten-Walzwerk, 1893 in Berlin von Meisenbach, Riffarth und Co. aufgelegt als Heliogravüre[3]
- zusammen mit Felix Schmidt: 88 Illustrationen für Friedrich Karl Georg Müllers Schrift Krupp’s Gußstahlfabrik, 1896 (erschien danach auch in englisch- und französischsprachiger Übersetzung)
- In der Drahtzieherei, 1908, Privatbesitz (Iserlohn)
- Die Schmiede Friedrich Meyer in Horn, 1912[4]
- In der Glashütte
- Im Bergwerk